# Mackenzie (British Columbia)
Mackenzie ist eine Gemeinde im Cariboo District im Zentrum von British Columbia, Kanada, etwa 180 km nördlich von Prince George. Die Gemeinde hat den Status einer District Municipality. Grundsätzlich handelt es sich dabei um besiedelte Gebiete mit einer Fläche von mehr als 800 Hektar und einer sehr geringen Einwohnerdichte.
Die Gemeinde liegt im Rocky Mountain Trench, zwischen dem Williston Lake im Westen und dem Morfee Lakes im Osten. Das Grabensystem trennt hier die im Osten davon gelegenen Hart Ranges, welche zu den Kanadischen Rocky Mountains gehören und die im Westen davon gelegenen Omineca Mountains, welche zum British Columbia Interior gehören.

## Geschichte
Die europäisch geprägten Ursprünge von Mackenzie liegen in der Forstwirtschaft. Der Name der Gemeinde wurde durch die damals örtlich ansässigen Unternehmen der Holzwirtschaft zu Ehren von Alexander Mackenzie gewählt. MacKenzie hatte das Gebiet im Rahmen der ersten Durchquerung Nordamerikas nördlich von Mexiko nach Westen zum Pazifischen Ozean im Jahr 1793 durchquert. Lange bevor er diese Gegend jedoch durchquerte oder sie von Einwanderern und Holzfällern besiedelt wurde, war sie Siedlungs- und/oder Jagd-/Fischereigebiet verschiedener Stämme der First Nations, hier hauptsächlich vom Volk der Sekani. Auch durchquerten  Handelsrouten der First Nations, ähnlich dem Grease trail, das Gebiet. Später passierten auch Handelsrouten der Hudson’s Bay Company das Gebiet.
Die Zuerkennung der kommunalen Selbstverwaltung für die Gemeinde erfolgte am 19. Mai 1966 (incorporated als District Municipality).

## Demographie
Der Zensus im Jahr 2016 ergab für die Gemeinde eine Bevölkerungszahl von 3714 Einwohnern, nachdem der Zensus im Jahr 2011 für die Gemeinde noch eine Bevölkerungszahl von 3507 Einwohnern ergab. Die Bevölkerung hat dabei im Vergleich zum letzten Zensus im Jahr 2011 um 5,9 % zugenommen und liegt damit leicht über dem Provinzdurchschnitt mit einer Bevölkerungszunahme in British Columbia um 5,6 %. Im Zensuszeitraum 2006 bis 2011 hatte die Einwohnerzahl in der Gemeinde, stark entgegen der Entwicklung in der Provinz um 22,7 % abgenommen, während sie im Provinzdurchschnitt um 7,0 % zunahm.
Für den Zensus 2016 wurde für die Gemeinde ein Medianalter von 39,5 Jahren ermittelt. Das Medianalter der Provinz lag 2016 bei nur 43,0 Jahren. Das Durchschnittsalter lag bei 38,9 Jahren, bzw. bei 42,3 Jahren in der Provinz. Zum Zensus 2011 wurde für die Gemeinde noch ein Medianalter von 42,5 Jahren ermittelt. Das Medianalter der Provinz lag 2011 bei nur 41,9 Jahren.

## Wirtschaft
Wirtschaftlicher Schwerpunkt der Gemeinde sind die hier ansässigen Unternehmen der Holzwirtschaft, zum Beispiel Canfor oder Conifex Timber, welche hier Sägewerke und/oder Papierfabriken betreiben bzw. betrieben.

## Verkehr
Die Gemeinde liegt am Highway 39, etwa 30 km nördlich der Einmündung in den Highway 97. Südlich der Siedlung liegt ein kleiner Flugplatz (IATA-Flughafencode: YZY, ICAO-Code:CYZY) mit einer 1534 Meter langen, asphaltierten Start- und Landebahn.
Zusätzlich ist die Gemeinde an ein überregionales Netz von Busverbindungen angeschlossen, welches von BC Bus North betrieben wird. Die Gemeinde ist in diesem Netz an der Verbindung Prince George–Mackenzie–Dawson Creek–Fort St. John angebunden. Mit Stand 2020 sind in diesem Netz insgesamt 34 Gemeinden und Siedlungen im zentralen und nördlichen British Columbia verbunden.

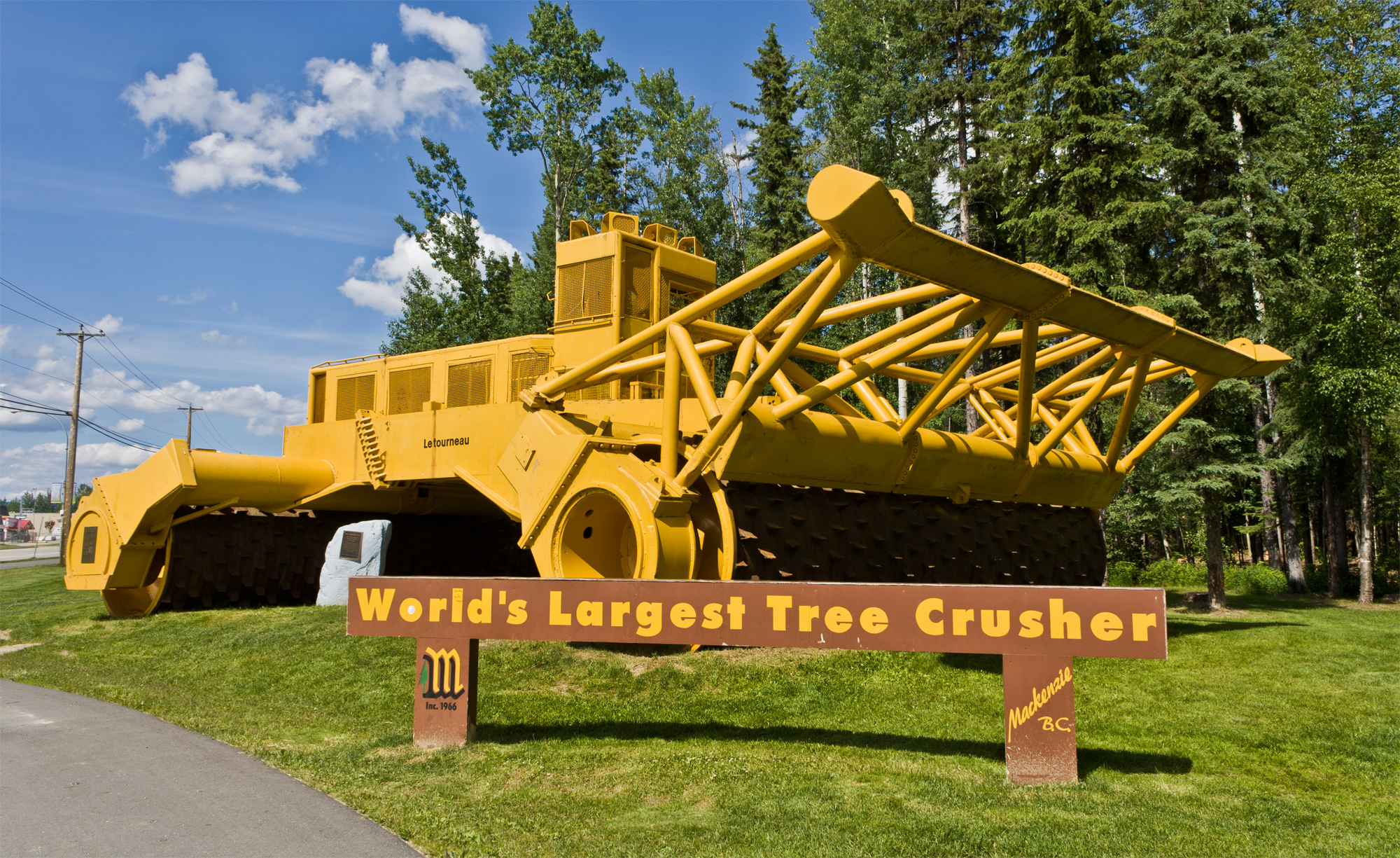
Der größte Baumhäcksler der Welt

## Tourismus
Im Ort ist der größte mobile Baumhäcksler der Welt zu sehen. Weiterhin ist die Gemeinde Ausgangspunkt für die verschiedenen im Gebiet des Willistone Lakes gelegenen Provincial Parks, wie dem nördlich der Gemeinde gelegenem Heather – Dina Lakes Provincial Park oder auch für andere in der Region gelegene Parks wie dem Pine Le Moray Provincial Park.